# Bergtrogon
Bergtrogon (Trogon mexicanus) är en fågel i familjen trogoner inom ordningen trogonfåglar. Den förekommer i bergstrakter i Centralamerika. Arten tros minska i antal, men beståndet anses ändå vara livskraftigt.

## Utseende och läte
Bergtrogon är med kroppslängden 29–31 cm en relativt stor trogon. Hanen är praktfull, med grönglänsande ovansida, röd ring runt ögat, gul näbb och svartvit marmorerade vingpaneler och under grönt på bröstet som åtskiljs av lysande rött på buken av ett vitt bröstband. Honan är överlag brun, med ett smalt svart band på mestadels mörka stjärtundersidan, mörk övre näbbhalva, vitt bröstband och rött på nedre delen av buk och undergump.

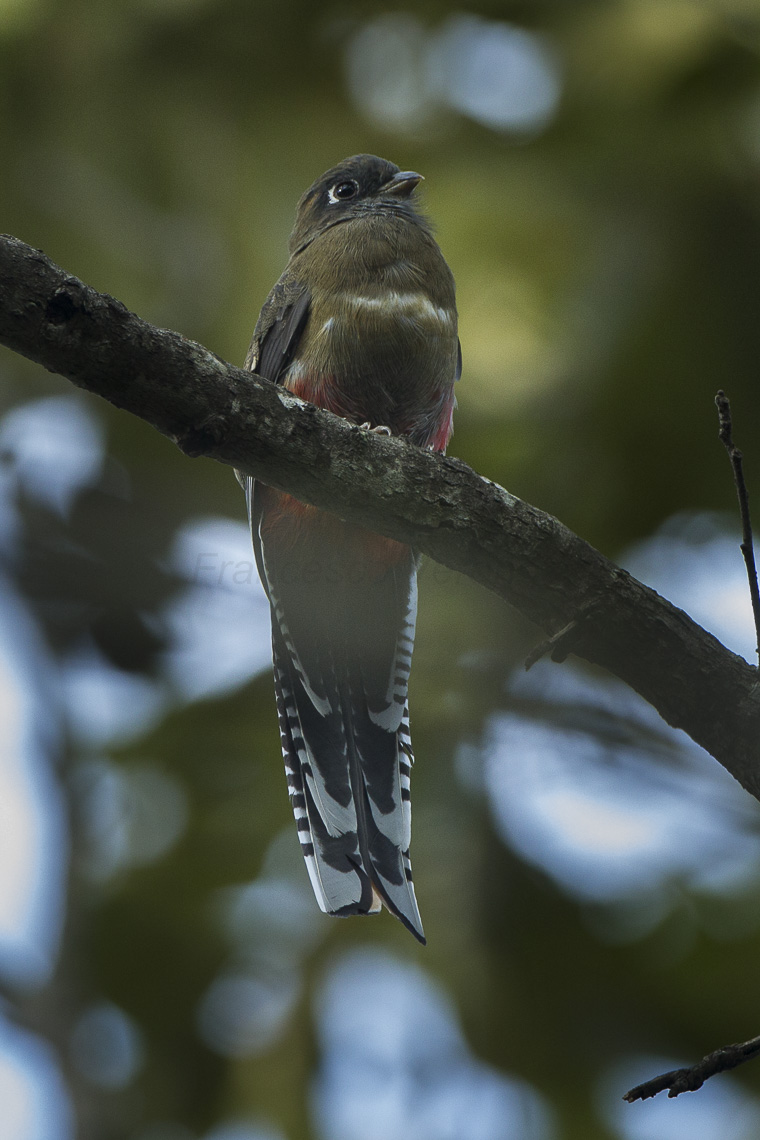
Hona bergtrogon.

Båda könen är tydligt mörka under stjärten med slående vita teckningar, hanen med breda vita spetsar på varje par av stegvis inskurna stjärtpennor, hos honan inte lika tydligt men istället vit bandning på ytterfanen. Hanen skiljs från sympatriska kopparstjärtad trogon genom teckningen på undersidan av stjärten och avsaknad av kopparland på stjärtovansidan. Honan har smalare svart stjärtspets och saknar det tydliga strecket bakom ögat hos hona kopparstjärtad trogon. Den mindre och mer låglänt levande halsbandstrogonen har mycket finare bandning under stjärten.
Sången består av en serie med tre till 15 dubbla visslingar, ibland åtföljd av en mjukare accelererande variant med tio till 14 toner. Bland lätena hörs olika kluckande och kacklande ljud.

## Utbredning och systematik
Bergtrogon delas in i två underarter med följande utbredning:
- Trogon mexicanus clarus – förekommer i nordvästra Mexiko (södra Chihuahua, östra Sinaloa och Durango)
- Trogon mexicanus mexicanus – förekommer i västra, östra och södra Mexiko söderut till Honduras och norra El Salvador

## Levnadssätt
Arten hittas i höglänta skogar på mellan 1200 och 3500 meters höjd. UDen häckar mellan april och juni i Mexiko, i Guatemala mars–maj. Boet placeras i ett trädhål eller i en rutten stubbe, generellt inte långt ovan mark. Däri lägger den två till tre ägg som ruvas i 19 dagar. Efter ytterligare 15–16 dagar är ungarna flygga. Ungarna matas med grönvita larver, malar och bönsyrsor.

## Status och hot
Arten har ett stort utbredningsområde och en stor population, men tros minska i antal till följd av habitatförlust, dock inte tillräckligt kraftigt för att den ska betraktas som hotad. Internationella naturvårdsunionen IUCN listar därför arten som livskraftig (LC). Beståndet uppskattas till i storleksordningen 50 000 till en halv miljon vuxna individer.